# Zhang Bo
Zhang Bo va ser un oficial militar de la facció revoltada dels Turbants Grocs que va viure durant el període de la tardana Dinastia Han Oriental de la història xinesa. Seguint al líder de la secta Zhang Jue, es va rebel·lar amb la resta d'adeptes del Camí de la Pau per arreu del país en la Rebel·lió dels Turbants Grocs. Va lluitar contra les tropes imperials de Huangfu Song i Zhu Jun a He Nan.
Va ser probablement un líder local dels Turbants Grocs, precisament perquè la Comandància Yingchuan tenia ja un líder de divisió: el líder de la Gran Divisió Bo Cai (波才). Zhang Bo per tant podria haver estat un líder local de Bo Cai. Va ser mort per una tropa de l'exèrcit de Huangfu Song, comandat per Fu Xie 傅燮.